# GBI 미사일

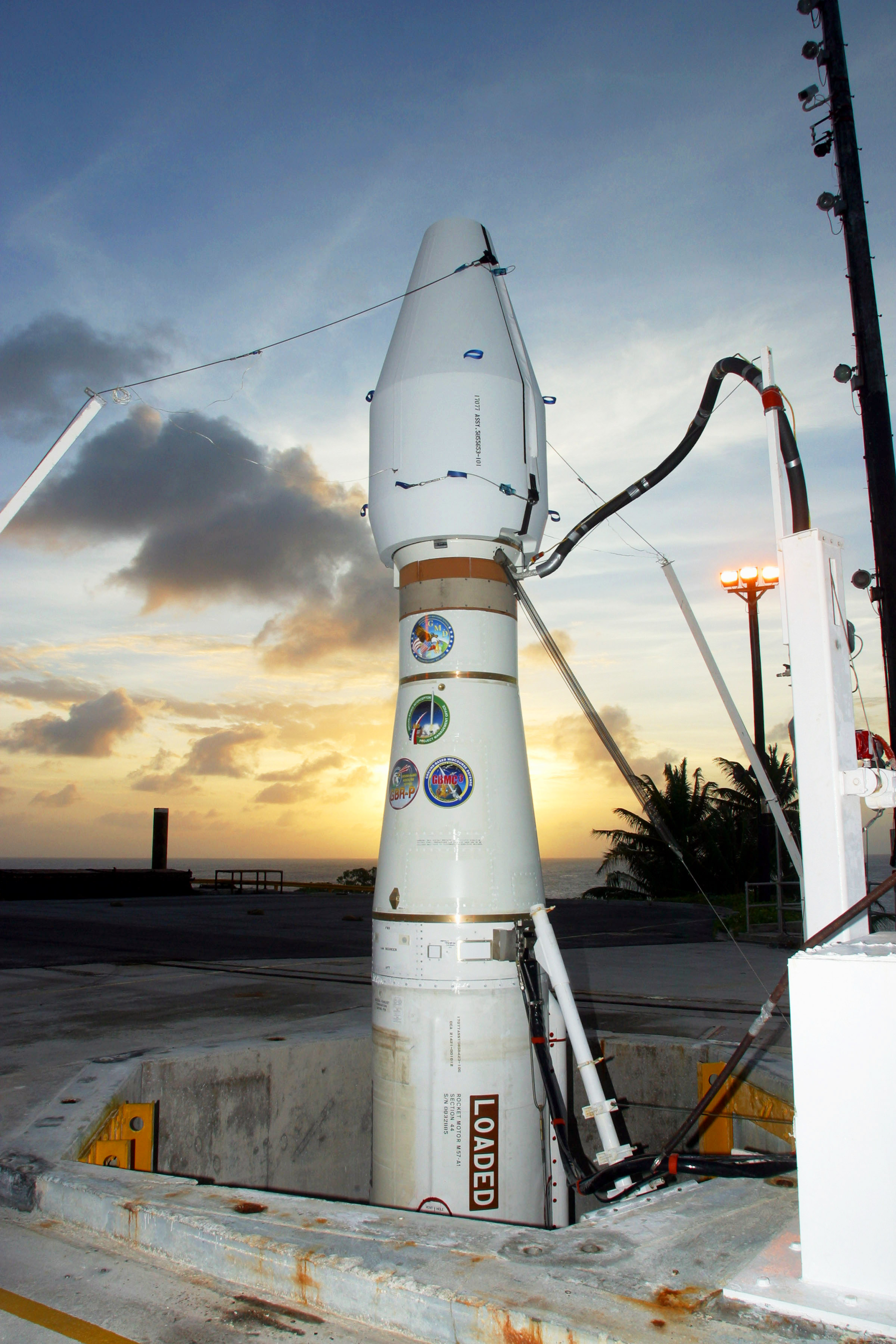
GBI 미사일

GBI 미사일은 ICBM을 중간단계에서 요격하는 미국 GMD 시스템의 요격 미사일이다. 제100 미사일 방어 여단이 GMD 임무를 위해 창설되었다.

## 역사
GBI 미사일은 오비털 사이언스의 부스터, 레이시온의 외기권 킬 비이클로 구성된다. 체계통합은 보잉에서 했다.
타우루스 로켓의 상단 로켓인 오리온 로켓(en:Orion (rocket stage))을 부스터로 사용한다. 미국에 실전배치된 GBI 미사일은 3단 로켓이다. 2단 버전은 2010년 시험발사에 성공했다. 유럽 NATO는 이지스 BMD로 ICBM을 방어할 것이지만, 백업으로 2단 버전의 GBI 미사일이 사용될 것이다.
2013년 GBI 미사일 26발이 알래스카주 포트 그릴리에 실전배치되었다. 2017년까지 40발로 늘릴 계획이다. GBI 미사일은 캘리포니아주 반덴버그 공군기지에도 실전배치되어 있다.
한국에서는 사드가 유명하지만, 사드는 사거리 1,000 km 정도의 단거리 탄도 미사일을 요격하는 미사일 방어망이고, 사거리 5,500 km 이상의 ICBM을 요격하는 미사일 방어망은 이지스 BMD와 GMD 시스템이 있다.
GBI 미사일은 핵탄두 3개를 탑재하는 미니트맨 미사일의 탄두 부분을 그대로 장착할 경우, 사거리 6,000 km 정도의 ICBM으로 사용될 수 있다.

## MGM-134 미지트맨
GBI 미사일은 MGM-134 미지트맨 ICBM과 크기가 비슷하다.
- MGM-134 미지트맨, 무게 13.6톤, 길이 14 m, 직경 1.17 m, 3단 고체연료, 475 kt 핵탄두 1개, 사거리 11,000 km
- GBI 미사일, 무게 12.7톤, 길이 16.61 m, 직경 1.28 m, 3단 고체연료

## 제원 (OBV)
- 길이: 16.8 m (55 ft)
- 직경:  1.27 m (50 in)
- 무게: 12,700 kg (28,000 lb)
- 속도: 마하 33.8
- 최대고도: 2,000 km (1,250 miles)
- 엔진:
  - 1단: Alliant Tech Orion 50SXLG 고체연료 로켓. 추력 441 kN (99000 lb)
  - 2단: Alliant Tech Orion 50XL 고체연료 로켓. 추력 153 kN (34500 lb)
  - 3단: Alliant Tech Orion 38 고체연료 로켓. 추력 32 kN (7200 lb)
- 탄두: EKV

## 같이 보기
- GMD 시스템
- 이지스 어쇼어
- A-135 탄도 미사일 방어 시스템